# Наґато (Ямаґуті)
Наґато (яп. 長門市, ながとし, наґато сі ) — місто в Японії, у північно-західній частині префектури Ямаґуті. Засноване 31 березня 1954 року шляхом злиття таких населених пунктів:
- містечка Сендзакі повіту Оцу (大津郡仙崎町);
- містечка Фукаґава (深川町);
- села Торі (通村);
- села Тавараяма (俵山村).

Наґато омивається з півночі Японським морем. Північне узбережжя міста та острів Омідзіма є складовими частинами Державного парку «Північне узбережжя Наґато». На його території є чимало гарних природних портів. Вони здавна слугували центрами рибальства, особливо китобійного промислу. 
Місто відоме також своїми гарячими джерельними ваннами онсен на основі місцевих термальних вод.
Наґато є батьківщиною колишнього міністра закордонних справ Японії Абе Сінтаро і 90-го прем'єр-міністра Японії Абе Сіндзо.